# Jean de Dieu Raoelison
Jean de Dieu Raoelison (Arivonimamo, 31 de julho de 1963) é um prelado malgaxe da Igreja Católica, arcebispo da Arquidiocese de Antananarivo.

## Biografia
Concluiu os estudos primários numa escola católica privada, antes de ingressar no Seminário Menor de Ambohipo (1981-1986). Após um ano de formação no centro do Movimento da Família Cristã e um segundo ano de formação no distrito missionário de Ambohitsoabe (1987-1988), estudou filosofia no Seminário Maior Regional de Antsirabe (1988-1991) e teologia no Seminário Maior de Ambatoroka (1993-1996), Antananarivo, depois de ter servido também dois anos como regente (1991-1993). Concluiu seus estudos teológicos em Ambatoroka, obtendo a licenciatura do Instituto Católico de Madagascar (I.C.M.) em 1998.
Recebeu sua ordenação presbiteral em 7 de setembro de 1996.
Após sua ordenação presbiteral, exerceu as seguintes funções: entre 1996 e 1998, vigário na paróquia de Ilanivato; de 1998 a 2000, pároco do distrito de Fenoarivo; entre 2000 e 2003, foi educador no Seminário Maior Filosófico Regional de Antsirabe; de 2003 a 2004, presbítero “Fidei Donum” na paróquia de Lamoli-Urbino (Itália); de 2004 a 2008, fez Estudos para o doutorado em teologia na Faculdade Teológica de Lugano (Suíça); de 2009 a 2010, professor de teologia no Seminário Maior de Teologia de Faliarivo e secretário permanente da Conferência Episcopal de Madagascar.
Em 25 de março de 2010, foi nomeado pelo Papa Bento XVI como bispo auxiliar de Antananarivo, recebendo a sé titular de Corniculana. Recebeu a ordenação episcopal em 13 de junho seguinte, no Collège Saint Michel Amparibe de Antananarivo, de Odon Marie Arsène Razanakolona, arcebispo de Antananarivo, coadjuvado por Fulgence Rabemahafaly, arcebispo de Fianarantsoa e por Philippe Ranaivomanana, bispo de Antsirabé.
O Papa Francisco o nomeou bispo de Ambatondrazaka em 11 de abril de 2015.
Em 5 de junho de 2023, foi elevado ao posto de arcebispo da Arquidiocese de Antananarivo.